# Prinerigone vagans
Prinerigone vagans là một loài nhện trong họ Linyphiidae.
Loài này thuộc chi Prinerigone. Prinerigone vagans được Jean Victor Audouin miêu tả năm 1826.